# Admiraliteitsbrug
De Admiraliteitsbrug is een ophaalbrug over het Buizengat in de Nederlandse stad Rotterdam. De brug ligt in de Willem Ruyslaan en verbindt daarmee de Oostzeedijk met de Maasboulevard. De brug heeft een doorvaartbreedte van 9,20 meter en een doorvaarthoogte van 2,75 meter.
De brug is onbemand, bediening moet worden aangevraagd bij de Boerengatbrug. De brug wordt niet bediend wanneer de Boerengatbrug of de Oostbrug is geopend of wanneer de waterkering is gesloten. 

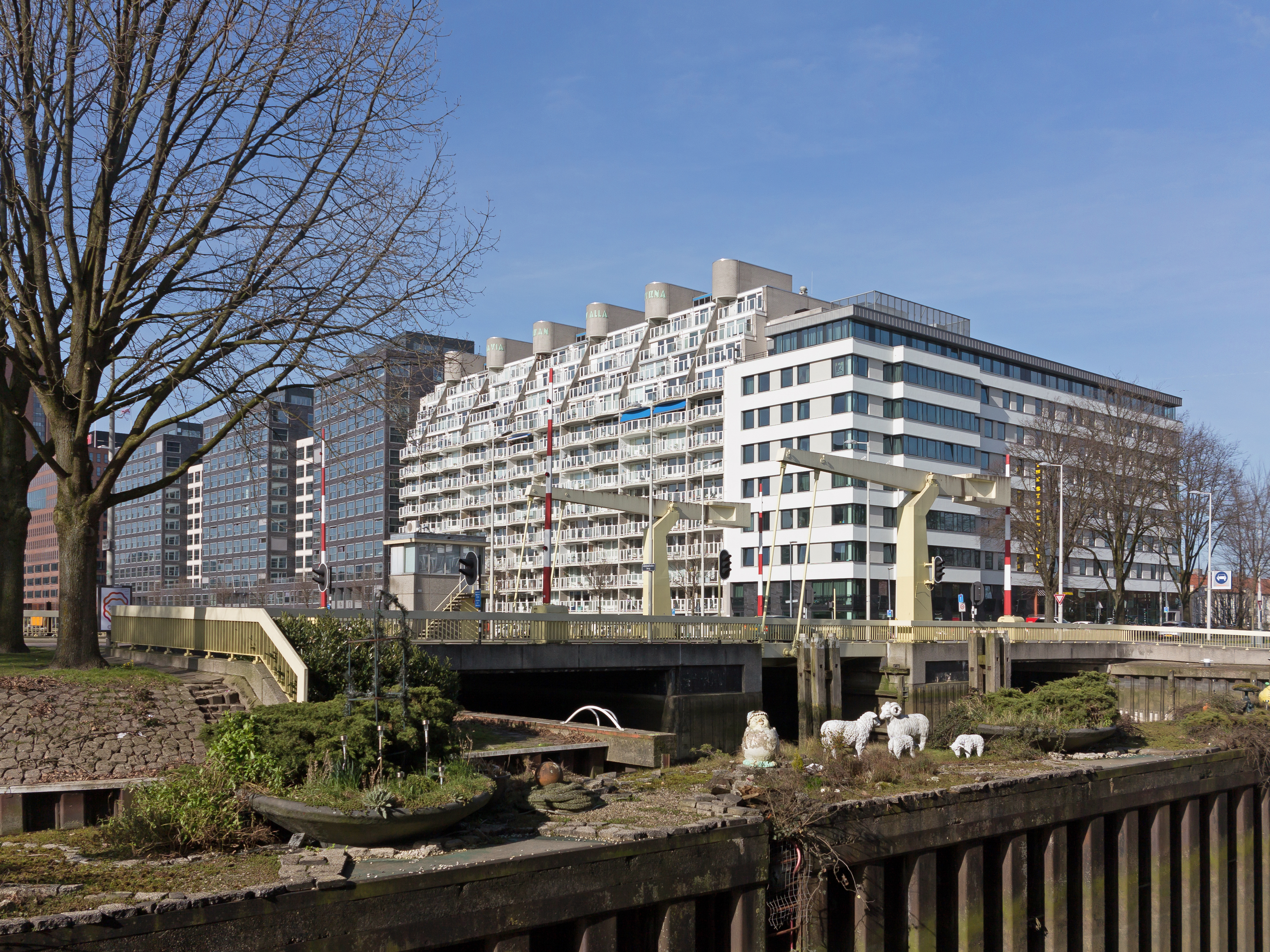
Rotterdam, de Admiraliteitsbrug